# Mercurialis huetii
Mercurialis huetii är en törelväxtart som beskrevs av Hanry. Mercurialis huetii ingår i släktet binglar, och familjen törelväxter. Inga underarter finns listade i Catalogue of Life.